# Chrysichthys longipinnis
Chrysichthys longipinnis es una especie de pez de la familia Claroteidae en el orden de los Siluriformes.

## Morfología
• Los machos pueden llegar alcanzar los 70 cm de longitud total.

## Alimentación
Come principalmente gusanos

## Distribución geográfica
Se encuentran en África: cuenca del río Congo.